# Theo Pfeifer
Theo Pfeifer (* 1953) ist ein deutscher Schauspieler.
Pfeifer machte seine Ausbildung in der Schauspielschule Genzmer. In den Jahren 1983 bis 1994 spielte er auf Theaterbühnen in Bad Hersfeld, Emmendingen, Bonn, Hannover, Kaiserslautern und Kassel, von 1994 bis 2000 in Aachen. Von 2000 bis 2011 hatte er Gastengagements in Koblenz, Stuttgart, Wuppertal und Aachen.
Vom 27. Januar 2012 bis zum 14. März 2012 trat er am Grenzlandtheater Aachen in der Hauptrolle der Uraufführung von „Das Verhör“, einem Kammerspiel nach John William Wainwright, auf.

## Filmografie
- 1984: Heimat – Eine deutsche Chronik
- 2003: Fische müssen schwimmen
- 2006: Die Österreichische Methode
- 2008: Frankie und Bräutigam
- 2008: Made in China
- 2009: Das Haus Anubis
- 2009: Kommissar Stolberg: Kreuzzug
- 2009: Schläft ein Lied in allen Dingen
- 2009: Sport ist mein Leben
- 2010: Aus dem Stand
- 2010: Der magische Umhang
- 2010: Sonntag Nacht
- 2010: Traum vom Fliegen
- 2010: Das Haus Anubis
- 2011: Mord mit Aussicht: Das nennt man Camping
- 2012: Das Haus Anubis
- 2012: Der Kriminelle (AT)
- 2014: Frauchen und die Deiwelsmilch
- 2015: Tatort: Freddy tanzt
- 2015: Pälzisch im Abgang
- 2016: Solness
- 2018: Rentnercops: Ich war das nicht

## Theater-Engagements (Auswahl)
- 1983–1984: Nordhessische Landesbühne, Bad Hersfeld
- 1984–1985: Badische Kammerschauspiele, Emmendingen
- 1985–1987: Theater der Jugend, Bonn
- 1987–1990: Landesbühne Hannover
- 1990–1991: Pfalztheater Kaiserslautern
- 1991–1993: Staatstheater Kassel
- 1994–2000: Stadttheater Aachen
- Gastengagements 2000–2012: Koblenz, Stuttgart, Wuppertal, Aachen

## Auszeichnungen
2011: Kurt-Sieder-Preis für „herausragende schauspielerische Leistungen“ für seine Darstellung des Adam Barklay in der Produktion des Grenzlandtheaters „Das Verhör“.